# 斑鰭半鱨
斑鰭半鱨，為輻鰭魚綱鯰形目鱨科的其中一種，為熱帶淡水魚類，分布於亞洲柬埔寨湄公河下游流域，體長可達30.9公分，棲息在底層水域，以甲殼類、魚類等為食，生活習性不明。

## 扩展阅读
維基物種上的相關：斑鰭半鱨